# 권지애
권지애(1982년 2월 4일 ~ )는 대한민국의 성우로, 2015년 교육방송 성우극회 공채 24기로 입사했다. 배우자는 같은 성우인 소정환이다.

## 출연 작품

### 다큐 및 교양
- 다큐 시선 (EBS)
- 콜라보 토크쇼 빨간의자 (TVN)
- PD 수첩 (MBC)
- 라이브 토크 부모 (EBS)
- 하나뿐인 지구 (EBS)
- 리얼리티 영어 (EBS)
- 내바다가 간다 (EBS)
- 세계의 눈 (EBS)
- 숨은 한국 찾기 (EBS)
- 나눔 0700 (EBS)
- 입시 핫 라인 (EBS)
- 두근 두근 학교에 가면 (EBS)

### 애니메이션
- 요괴학원 Y ~N과의 조우~ (투니버스) - 리틀커맨더, 은선, 왕에마, YSP워치
- 101 달마시안 스트리트 (디즈니) - 데스티니, 델가도
- 동물구조대 A스쿼드 (재능TV) - 티미
- 포텐독 (EBS) - 비스킷, 수정엄마, 은행
- 강철 소방대 파이어 로봇 (EBS)
- 도그는 책을 좋아해요 (신기한 나라 tv) - 제니스
- 두다다쿵 시즌3 (EBS) -  아기 코알라
- 기동전사 건담 (재능TV) - 미하루, 질 라토키에
- 최유기 RELOAD BLAST (대원방송)
- 세미와 매직큐브 (EBS) - 엑스돌이
- 띠띠뽀 띠띠뽀 (EBS) - 선생님, 아이
- 닌자보이 란타로 17기 (재능TV) - 란타로 엄마, 야마부키, 미키에
- 피피루 안전특공대 (EBS) - 경목
- 플라워링 하트2 (EBS) - 김유니
- 고고다이노 공룡탐험대 (EBS) - 모르
- 소피루비 (EBS) - 쇼호스트, 여자친구
- 엄마 까투리 (EBS) - 신부, 캥거루 아줌마, 코알라 아줌마, 엄마 곰, 엄마 생쥐
- 두키 탐험대 (EBS) - 디
- 명탐정 피트 (EBS) - 원숭이, 새
- 미라큘러스 레이디버그 (EBS) - 여직원
- 발명이 팡팡 (EBS) - 남자, 여자 아이
- 스마트 수학UP (EBS) - 루나
- 스쿨랜드 <한자왕국 편> (EBS) - 아름이
- 스쿨랜드 <사자성어 편> (EBS) - 수지, 뿡뿡이, 송아지, 다람쥐, 할머니
- 사이틴 3 (EBS) - 엄마
- 어휘랑! 교과서 한자어를 찾아라 (EBS) - 다내꺼, 반반이요
- 플라워링 하트 (EBS) - 유기견, 회상 속 선생님, 연희, MC, 여학생, 여자 아이
- 용감한 소방차 레이 (EBS) - 스파키
- 숲속수사대 명탐정피트 2 (EBS)
- 몬카트 (EBS1) - 드라카
- 캐치! 티니핑 - 깜빡핑 (KBS2)
- 디지몬 고스트 게임 (재능TV) - 피콜로몬, 김시호

### 극장용
- 레이디 버그- 여직원
- 어글리돌
- 요괴학원 Y 고양이는 히어로가 될 수 있을까- 에마뱀, 왕에마, 리틀커멘더

### 인형극
- 방귀대장 뿡뿡이 (EBS) - 뿡치
- 신기한 놀이나라 (신니한 나라TV)- 톡톡
- 또깨비 가족 (EBS) - 엄마, 보보
- 2020 딩동댕 유치원 (EBS) - 만드리 역
- 딩동댕 친구들 장난감 나라의 비밀 (EBS) - 멜로

### 방송
- 남북 10대들의 통일 프로젝트 딱 좋은 친구들 (EBS)
- 리얼리티 영어 (EBS)
- 똑똑!우리몸X파일 (EBS)
- 스타강사 특강 (EBS)
- 이다지의 한 번 듣고 다섯 번 이해하는 한국사 (EBS)
- 한글이 야호2 (EBS) - 초롱이, 꼬마 마술사, 마녀, 소녀, 소년, 가오리, 염소, 오리 外
- 속담이 야호 (EBS)
- 수학이 야호 (EBS)
- 싱 앤 댄스 - 동요 구출작전 (EBS)

### 라디오
- 안영미, 최욱의 에헤라디오 (MBC)
- 생생경제 (YTN)
- 모닝스페셜 (EBS)
- 영어! 할 수 있다 CAN CAN CAN (EBS)
- "시"콘서트, 윤덕원입니다 (EBS)
- 음악이 흐르는 책방, 홍대광입니다 (EBS)
- 책처럼 음악처럼 (EBS)
- 니하오 차이나 (EBS)
- 책으로 행복한 12시 (EBS)
- EBS 북카페 (EBS)
- 라디오 행복한 교육세상 (EBS)
- 이지연의 3삼5오 (EBS)
- ENGLISH GO!GO (EBS)

### 오디오 드라마
- 쿠베라 - 아그웬

### 게임
- 7개의 대죄
- 아르미스
- 린 더 라이트브링어
- 배틀라이트
- 디아M
- 오버히트
- 라그나로크
- 펠로우
- 로스트 하바나
- 블리자드 하스스톤
- 그랑블루 오디세이
- 리니지 2 레볼루션
- 닌텐도 쿠킹마마
- 카오스 온라인
- 삼국지 브레이크
- 마왕을 물리쳤다
- 천명
- 다함께 맞고
- 풍운 2

### 광고 / 기타
- 노라주쿠 온라인 광고
- 크레욜라 인포머셜 광고
- 고교 영어듣기평가
- 김대균 토익킹 연말결산 내레이션
- 웅진 출판사 및 천재교육 교재녹음
- EBSi 지식카드
- EBS 개념어 클립 <세계사, 한국사, 동아시아, 생활과 윤리>
- EBS 두근두근 학교에 가면 협찬
- EBS 모닝스페셜 협찬
- EBS 북카페 협찬
- EBS 詩 콘서트 협찬
- 마이크로 미니 투고 TV CF
- 2013 백상예술대상 인기투표 ARS
- 2015 인천국제아동교육도서전 '詩콘서트 윤덕원입니다' 공개방송 - 동시와 동화
- 2015 KOBA 낭독 공연 & 이벤트
- KB국민카드 온라인 필수교육 안내